# Makarius der Schotte

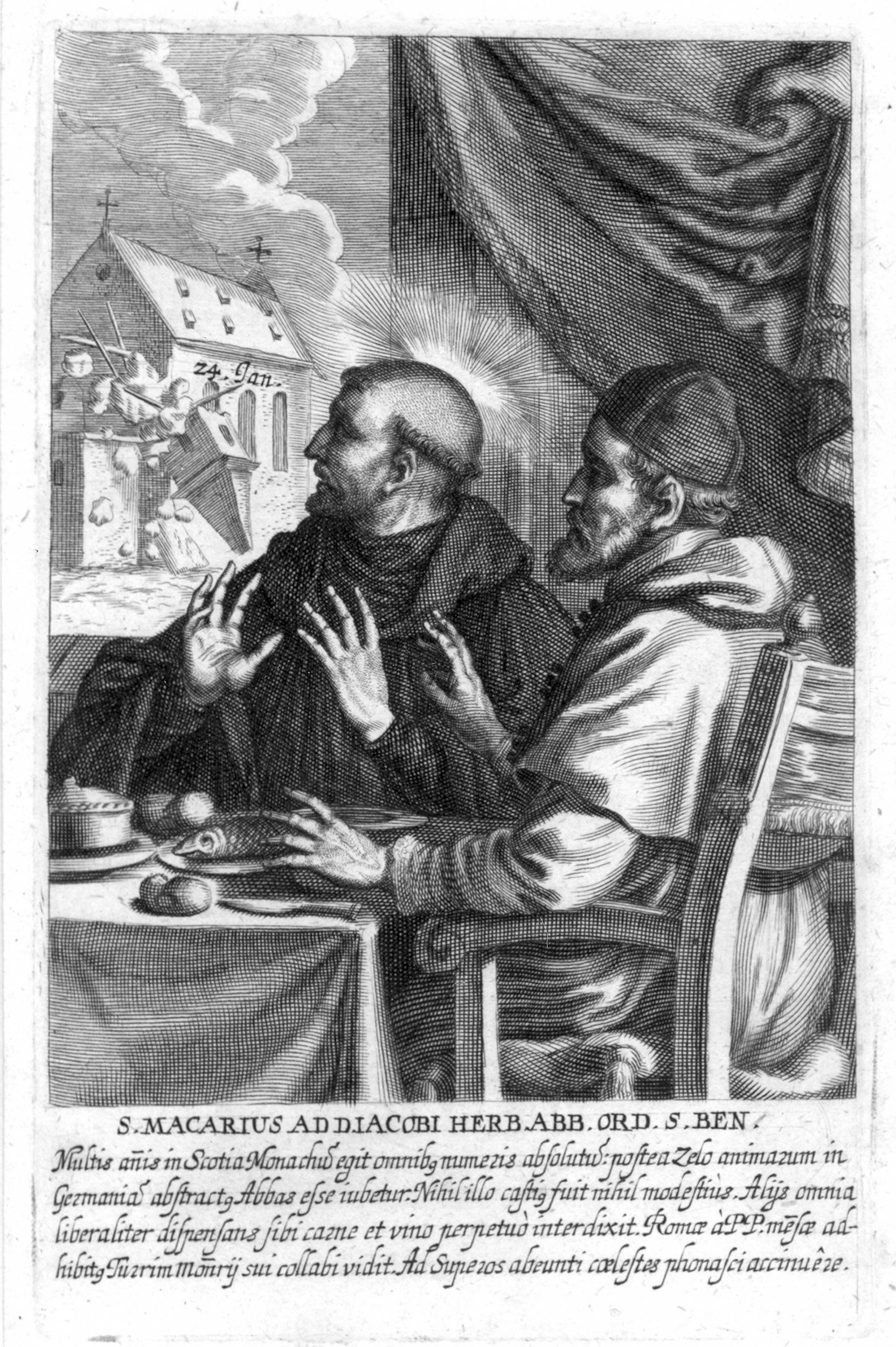
Macarius sieht in Rom bei Papst Eugen III., wie in Würzburg ein Turm seiner Klosterkirche einstürzt, Kupferstich

Makarius der Schotte, genannt auch Seliger Makarius, lateinisch Macarius (Scotus) (von griechisch Makarios: „der Glückliche, der Gesegnete, der Glückselige, der Selige“) – möglicherweise latinisiert aus McCarthy – (* vor 1100; † 6. Januar 1153 in Würzburg), war ein irischer Benediktiner und der erste Abt im Schottenkloster Würzburg. Er ist neben dem heiligen Kilian Patron von Würzburg.

## Leben
Als der Würzburger Bischof Embricho 1139 in Würzburg ein Schottenkloster gründete, wurde Macarius, der zuvor Prior im Schottenkloster St. Jakob in Regensburg war, der erste Abt. Das Kloster war aus einer Herberge (seit etwa 1134) für irische Pilger, die Wallfahrten zur Verehrung des heiligen Kilian unternahmen, hervorgegangen. Aufgabe war vor allem die geistliche und leibliche Versorgung der Pilger. Daneben unterhielten die „Schotten“ eine produktive Schreibwerkstatt. Schon 1138 wurde eine erste Jakobskapelle geweiht, die Abteikirche wurde bis 1156 gebaut.
Fürstbischof Julius Echter von Mespelbrunn erhebt am 31. März 1615 die Gebeine von Macarius und lässt sie in den Chor der Kirche von St. Jakob übertragen. Die Reliquien befinden sich heute in der Marienkapelle in Würzburg.
Zu den bedeutendsten Wundern, die der abstinent lebende Macarius vollbracht haben soll, gehören die Verwandlung von Wein zu Wasser und das visuelle Miterleben des Einsturzes eines Turms seiner Klosterkirche in Würzburg während eines Aufenthaltes in Rom (siehe Meteoritenfall Würzburg). Von Papst Clemens XII. soll er 1734 seliggesprochen worden sein.
Im Jahr 1730 entstand als Macarianische Versammlung eine Makarius-Bruderschaft, die bis zum Zweiten Weltkrieg bestand und in Würzburg auch die Reliquienverehrung des Makarius pflegte. Auf Anregung der Deutsch-Irischen Gesellschaft wurde sie 1990 in Irland als eine ökumenische Gebetsgemeinschaft für den Frieden wieder begründet.
Der jährliche kirchliche (liturgische) Gedenktag des Würzburger Stadtpatrons ist der 23. Januar.

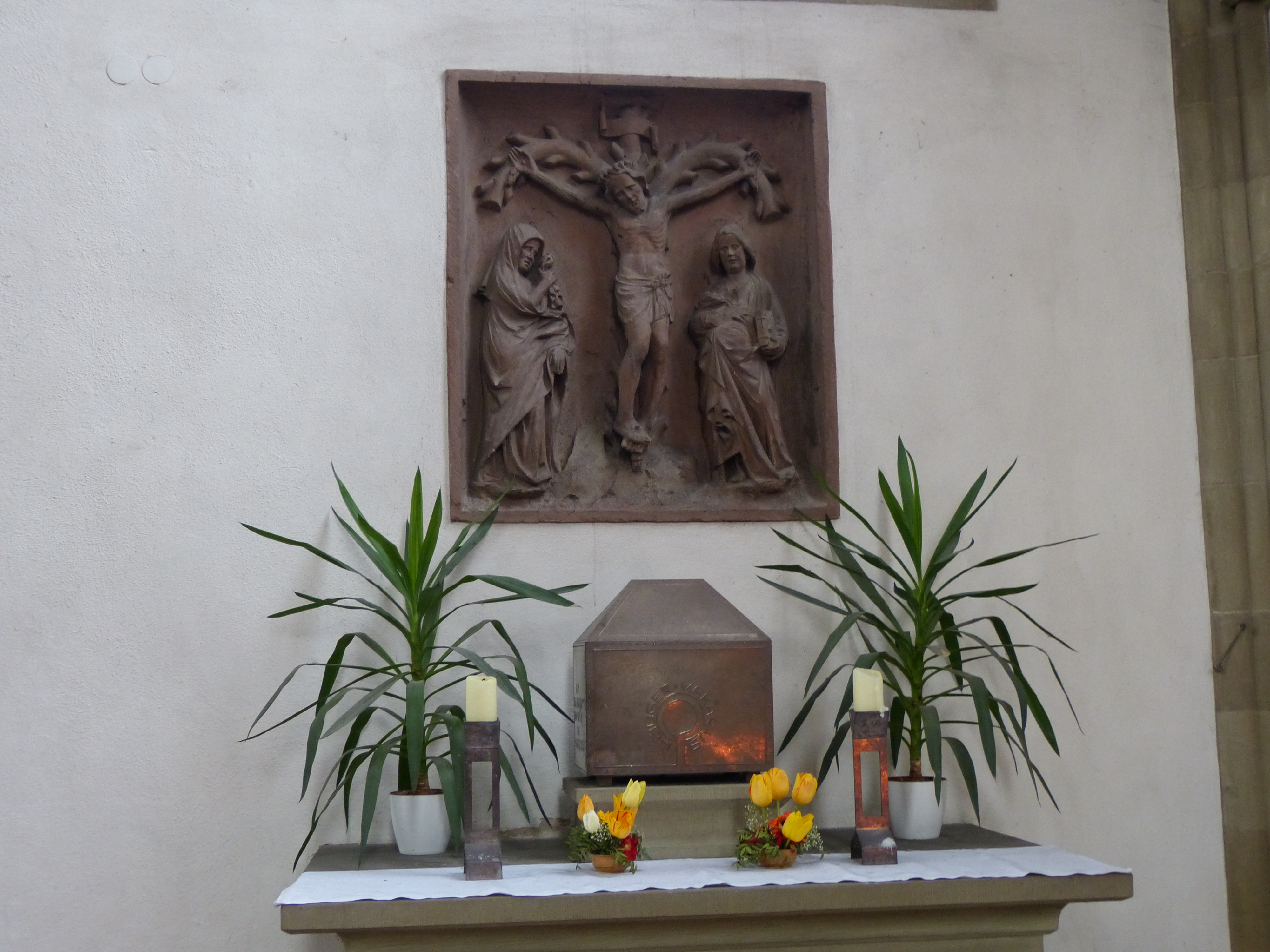
Reliquienschrein des Makarius in der Marienkapelle in Würzburg
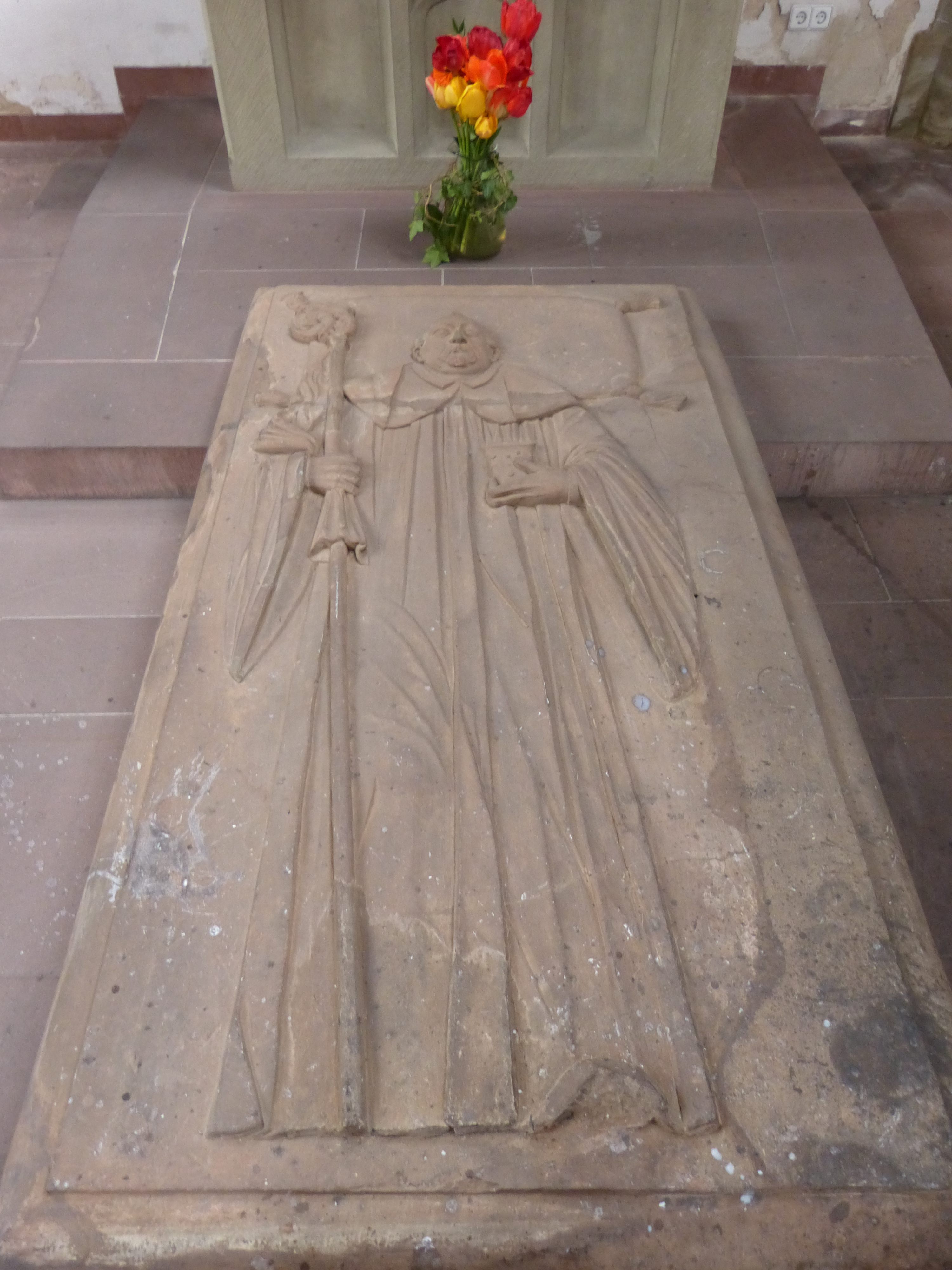
Deckplatte des ehemaligen Hochgrabes des Makarius in der Marienkapelle in Würzburg